# Leave Your Sleep
Leave Your Sleep è un concept album pubblicato dalla cantautrice statunitense Natalie Merchant nel 2010, il suo quinto album in studio. L'album, strutturato in due dischi, è un vero e proprio progetto sull'infanzia frutto di 5 anni di ricerche. I brani sono ispirati a poesie sull'infanzia scritte da autori di lingua inglese scritte tra il XIX ed il XX secolo.

## Musicisti di supporto
Nell'album hanno partecipato circa 130 musicisti tra i quali: Wynton Marsalis, Klezmatics e Medeski Martin and Wood.

## Tracce

### Disco 1 (Leave your Supper)[2]
1. Nursery Rhyme of Innocence and Experience – 5:10
2. Equestrienne – 4:38
3. Calico Pie – 2:41
4. Bleezer's Ice-Cream – 5:16
5. It Makes a Change – 3:30
6. The King of China's Daughter – 2:39
7. The Dancing Bear – 5:37
8. The Man in the Wilderness – 0:44
9. Maggie and Milly and Molly and May – 4:06
10. If No One Ever Marries Me – 2:21
11. The Sleepy Giant – 3:19
12. The Peppery Man – 5:05
13. The Blind Men and the Elephant – 5:32

### Disco 2 (Leave your Sleep)
1. Adventures of Isabel – 3:23
2. The Walloping Window Blind – 4:16
3. Topsyturvey-World – 5:08
4. The Janitor's Boy – 3:52
5. Griselda – 5:50
6. The Land of Nod – 4:04
7. Vain and Careless – 4:42
8. Crying, My Little One – 2:26
9. Sweet and a Lullaby – 2:04
10. I Saw a Ship A-Sailing – 2:12
11. Autumn Lullaby – 3:21
12. Spring and Fall: to a Young Child – 3:03
13. Indian Names – 5:52

Dell'album è uscita un'edizione ridotta per il mercato europeo chiamata Selection from the Album (Leave Your Sleep) composta da 16 brani.

## Ispirazioni
Da come indicato sul libretto allegato al disco le canzoni traggono ispirazione dai seguenti autori:
- Adventures of Isabel - Ogden Nash
- Autumn Lullaby - Anonimo
- Bleezer's Ice-Cream - Jack Prelutsky
- Calico Pie - Edward Lear
- Crying, My Little One - Christina Rossetti
- If No One Ever Marries Me - Laurence Alma-Tadema
- Indian Names - Lydia Huntley Sigourney
- I Saw a Ship A-Sailing - Anonimo
- It Makes a Change - Mervyn Peake
- Equestrienne - Rachel Field
- Griselda - Eleanor Farjeon
- Maggie and Milly and Molly and May - E. E. Cummings
- Nursery Rhyme of Innocence and Experience - Charles Causley
- Spring and Fall - Gerard Manley Hopkins
- Sweet and a Lullaby - Anonimo
- The Blindmen and the Elephant - John Godfrey Saxe
- The Dancing Bear - Albert Bigelow Paine
- The Janitor's Boy - Nathalia Crane
- The King of China's Daughter - Anonimo
- The Land of Nod - Robert Louis Stevenson
- The Man in the Wilderness - Anonymous
- The Peppery Man - Arthur Macy
- The Sleepy Giant - Charles E. Carryl
- The Walloping Window Blind - Charles E. Carryl
- Topsyturvey-World - William Brighty Rands
- Vain and Careless - Robert Graves